# Universidad Loyola Marymount
La Universidad Loyola Marymount (LMU por las iniciales de su nombre, en inglés: Loyola Marymount University) es una universidad privada, católica, de la Compañía de Jesús, ubicada en Los Ángeles (California), Estados Unidos de América. Forma parte de la Asociación de Universidades Jesuitas (AJCU), en la que se integran las 28 universidades que la Compañía de Jesús dirige en los Estados Unidos.

## Historia
Los jesuitas fundaron Los Angeles College  en 1911, convirtiéndose en Loyola University of Los Angeles en 1930. En 1973 se fusionó con Marymount College, una universidad de las religiosas del Sagrado Corazón de María, creando la actual Universidad Loyola Marymount.

## Deportes
LMU compite en la West Coast Conference de la División I de la NCAA